# Holbæk Plagen
Holbæk Plagen er en dansk dokumentarfilm fra 1986, der er instrueret af Christian Pommer.

## Handling
Denne artikel mangler et handlingsreferat. Hjælp os med at skrive det.